# Pilsmühle
Pilsmühle (fränkisch: Belts-mil) ist ein Gemeindeteil der Gemeinde Rügland im Landkreis Ansbach (Mittelfranken, Bayern). Pilsmühle liegt in der Gemarkung Rügland.

## Geografie
Die Einöde liegt am Mettlachbach. 0,25 km westlich mündet der Kautzenbach als rechter Zufluss in den Mettlachbach. Ein Anliegerweg führt nach Rügland zur Kreisstraße AN 17 (0,15 km nördlich) bzw. zur AN 9 (0,3 km südöstlich) zwischen Rügland (0,2 km nördlich) und Haasgang (0,8 km südöstlich).

## Geschichte
Der Ort wurde 1429 als „Peltzmüll“ erstmals urkundlich erwähnt. Das Bestimmungswort des Ortsnamens ist das mittelhochdeutsche Wort „belz“ (= Zweig, Rute, Gebüsch). Als im 19. Jahrhundert die Bedeutung des Wortes Belz nicht mehr bekannt war, wurde der Name mit Pilzen assoziiert.
Gegen Ende des 18. Jahrhunderts gehörte Pilsmühle zur Realgemeinde Rügland. Die Mühle hatte das Rittergut Rügland der Herren von Crailsheim als Grundherrn. Unter der preußischen Verwaltung (1792–1806) des Fürstentums Ansbach erhielt die Pilsmühle die Hausnummer 23 des Ortes Rügland. Von 1797 bis 1808 unterstand der Ort dem Justiz- und Kammeramt Ansbach.
Im Rahmen des Gemeindeedikts wurde Pilsmühle dem 1808 gebildeten Steuerdistrikt Rügland und der 1811 gegründeten Ruralgemeinde Rügland zugeordnet. In der freiwilligen Gerichtsbarkeit unterstand das Anwesen von 1820 bis 1848 dem Patrimonialgericht Rügland.

### Ehemaliges Baudenkmal
- eingeschossiger Bau mit profilierten Fenstern und Mansarddach, am Portal bezeichnet mit „1793“[13]

### Einwohnerentwicklung
| Jahr      | 001818 | 001840 | 001861 | 001871 | 001885 | 001900 | 001925 | 001950 | 001961 | 001970 | 001987 |
| Einwohner | 4      | 5      | *      | 5      | 9      | 8      | 4      | 6      | 5      | 5      | 5      |
| Häuser    | 1      | 1      |        |        | 1      | 1      | 1      | 1      | 1      |        | 1      |
| Quelle    | [ 15 ] | [ 16 ] | [ 17 ] | [ 18 ] | [ 19 ] | [ 20 ] | [ 21 ] | [ 22 ] | [ 23 ] | [ 24 ] | [ 1 ]  |

## Religion
Der Ort ist seit der Reformation evangelisch-lutherisch geprägt und bis heute nach St. Margaretha (Rügland) gepfarrt. Die Einwohner römisch-katholischer Konfession sind nach St. Dionysius (Virnsberg) gepfarrt.